# Омонімія фразеологізмів
Омонімія фразеологізмів — семантичне явище, яке виникає, коли значення фразеологічних одиниць інколи змінюється під впливом контексту, і вони потрапляють у сферу багатозначності. Такі фразеологізми мають декілька значень, схожих
між собою. Наприклад, у виразі "Землі під ногами не чути" наявні декілька значень і серед них: 1) утікати, бігти; 2) бути в розпачі, тужити; 3) бути щасливим, молодим, бадьорим.
Фраземи-омоніми належать до однієї частини мови. Наприклад : давати/ дати чосу; — дуже
 бити кого-небудь, успішно обороняючись або поспішно тікати, бігти куди-небудь (дієслова);
стояти в голові; — невідступне поставати, з'являтися в пам'яті, свідомості або очолювати кого -,
що-небудь (дієслова).

## Утворення фразеологічної омонімії
Утворюється шляхом фразеологізації звичайного словосполучення (наприклад, фраз.
поставити на рівні ноги (дитина, зростаючи, поступово перестає пересуватися поповзом, ходить на рівних ногах — звичайне словосполучення) має три значення: а) виростити, виховати —Кожна мати скаже, що народити сина чи дочку, вигодувати їх, мабуть, все ж легше, ніж виховати та поставити на ноги (В. Вільний "Кому співають жайвори"); б) вилікувати — ; Безперечно, тяжке захворювання шкіри... Але обов'язково вилікуємо. Поставимо вашу малу на ноги (О. Донченко "Золота медаль" )в) спонукати до діяльності; Пронизливий звук рейки в ранковій тиші штрикнув
у серце кожного, поставив усіх на ноги (Ю. Збанацький "Таємниця Соколиного бору") .